# 徳川虎千代
徳川 虎千代（とくがわ とらちよ）は、11代将軍・徳川家斉の九男。紀州藩主・徳川治宝の養子。

## 経歴
文化3年（1806年）2月11日、徳川家斉の九男として誕生。生母は速成院（お蝶、曽根重辰の三女）。兄弟姉妹は多数で、成人した同母弟妹に尾張藩主・徳川斉荘と長州藩主・毛利斉広正室の和姫がいる。
文化5年（1808年）に家斉の正室広大院の養いとなり、翌年（1809年）12月11日、紀州藩主・徳川治宝の長女である鍇姫（信恭院）と婚約し、治宝の婿養子となったが、文化7年（1810年）10月2日、死去、享年5（満4歳没）。
その後、異母兄・清水斉順が治宝の養子となり、紀州徳川家を継いだ。また、婚約した鍇姫は仙台藩主・伊達斉宗の正室となる。